# 聖伊格納西奧
17°9′36.45″N 89°3′35.99″W / 17.1601250°N 89.0599972°W

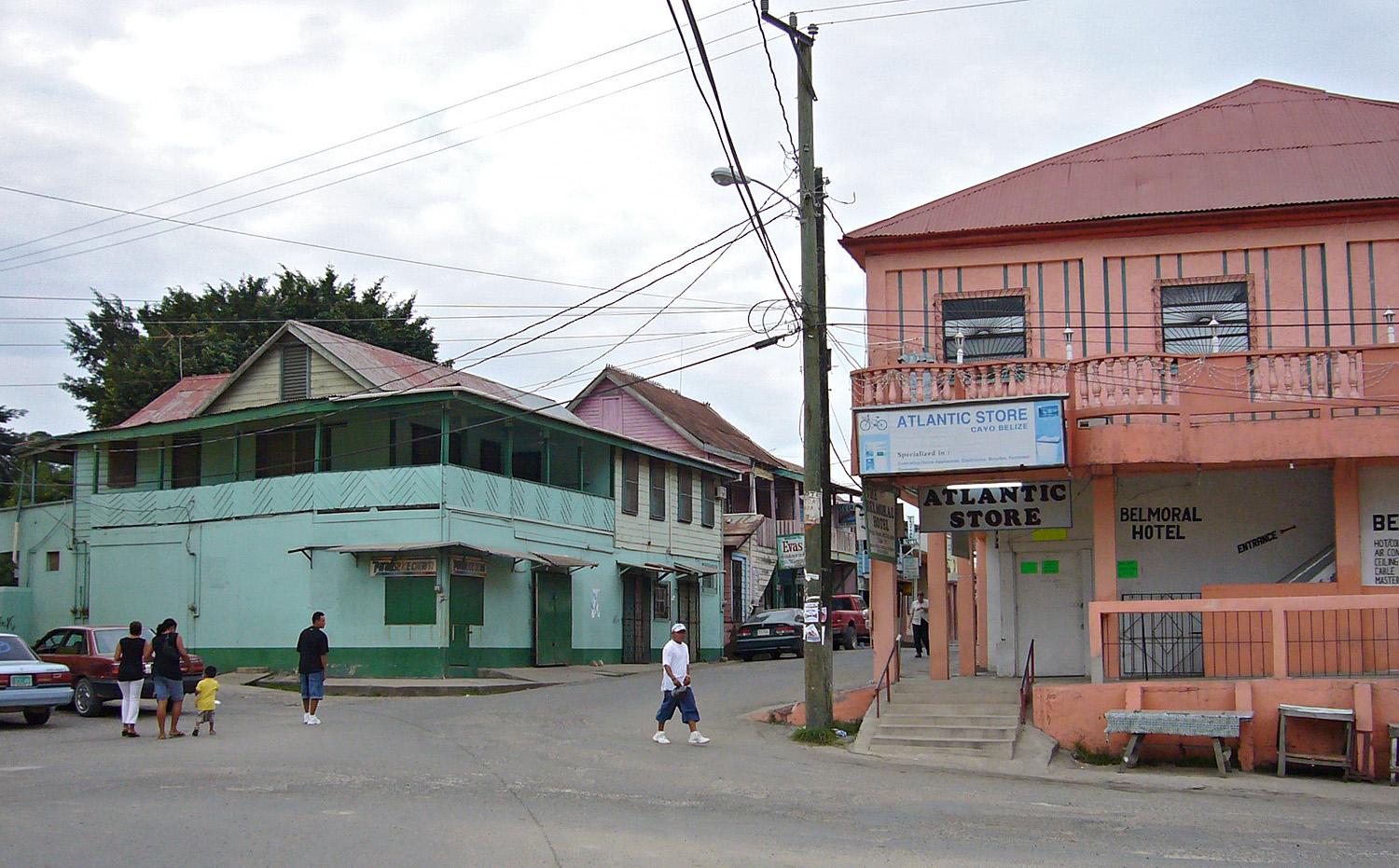

聖伊格納西奧是伯利茲的城鎮，也是卡約區的首府，位於該國西部，距離首都貝爾墨邦35公里，海拔高度76米，是熱門的旅遊地點，2010年人口16,977。

## 外部連結
- Best of Cayo Reviews and Recommendations for San Ignacio, Belize （页面存档备份，存于）
- Maps of San Ignacio, Belize
- Map of San Ignacio Town[永久]